# Krajmirovce
Krojmir en albanais et Krajmirovce en serbe latin (en serbe cyrillique : Бандулић) est une localité du Kosovo située dans la commune/municipalité de Lipjan/Lipljan, district de Pristina (Kosovo) ou district de Kosovo (Serbie). Selon le recensement kosovar de 2011, elle compte 1 568 habitants.

## Démographie

### Évolution historique de la population dans la localité
| 1948 | 1953 | 1961 | 1971  | 1981  | 1991  | 2011  |
| ---- | ---- | ---- | ----- | ----- | ----- | ----- |
| 789  | 836  | 868  | 1 022 | 1 340 | 1 682 | 1 568 |

|  |

### Répartition de la population par nationalités (2011)
En 2011, les Albanais représentaient 99,94 % de la population.